# Guajataca-Stausee
Der Guajataca-Stausee ist ein Stausee in Puerto Rico.

## Beschreibung
Der Stausee liegt auf etwa 193 Meter Höhe über dem Meer auf dem Gebiet der Gemeinden Quebradillas, San Sebastián und Isabela. Der Rio Guajataca ist wichtigster Zufluss und einziger Abfluss des Sees. Der Stausee wird zur Trinkwasserversorgung von mehr als 250.000 Menschen im Nordwesten Puerto Ricos, als Hochwasserschutz und für die Bewässerung von Kulturland verwendet.
Der Staudamm ist 37 Meter hoch, 316 Meter lang, besteht aus Erde und hat einen Tonkern. Eine Überlaufrinne mit einer Überlaufschwelle auf 196,9 Meter Seehöhe dient als Hochwasserentlastung. Das Wasser kann durch eine Grundablassröhre von 244 Zentimeter Durchmesser abfließen. Ein Rohr mit 137 Zentimeter Durchmesser leitet Wasser zu einem Kanal, der drei Wasseraufbereitungsanlagen versorgt.

## Geschichte
Der Guajataca-Staudamm wurde in den 1920er-Jahren von der puerto-ricanischen Energiebehörde Autoridad de Energía Eléctrica errichtet. Während der Konstruktion wurden im Februar 1927 Anzeichen von Instabilität beobachtet, weshalb das Bauwerk durch eine Berme verstärkt wurde. Der Stausee wurde 1928 mit der Fertigstellung des Staudamms geschaffen. Sein ursprüngliches Fassungsvermögen betrug 48,46 Millionen m³, durch Sedimentierung verringerte sich dieser Wert auf 42,28 Millionen m³ im Jahr 1999. In den Jahren 1954 und 1981–1984 wurden größere Sanierungsarbeiten am Damm durchgeführt.
Durch den Hurrikan Maria kam es am 22. September 2017 zu Schäden am Damm. Ein Erdrutsch verschüttete den Auslauf der Grundablassröhre, wodurch der Wasserspiegel auf dem See rasch stieg und das Wasser über die Überlaufrinne abfloss. Die Wassermassen spülten Erdreich von der Basis des Damms fort, und die Überlaufrinne begann wegzubrechen, ein Dammbruch wurde befürchtet. Der Gouverneur von Puerto Rico, Ricardo Rosselló forderte die Anwohner zur Evakuierung des bedrohten Tales auf. Auch das Rohr für die Wasserversorgung der Aufbereitungsanlage wurde durchtrennt.
Die amerikanische Katastrophenschutzbehörde FEMA beauftragte das United States Army Corps of Engineers (USACE) mit Sicherungs- und Reparaturarbeiten am Damm. In einer ersten Phase wurde der Abfluss des Grundablasses freigeräumt, um den Pegel des Stausees zu senken. Um die weitere Erosion des Erdreichs zu minimieren, deponierten US-Marines mit Helikoptern von der Kearsarge 505 große Betonelemente (Jersey Barriers) an der Basis der beschädigten Hochwasserentlastung. Zum gleichen Zweck errichtete die Nationalgarde ein temporäres Tosbecken, indem sie – ebenfalls mit Hubschraubern – 1338 großen Sandsäcke zu je etwa 1360 Kilogramm quasi als Geröllsperre verlegten.

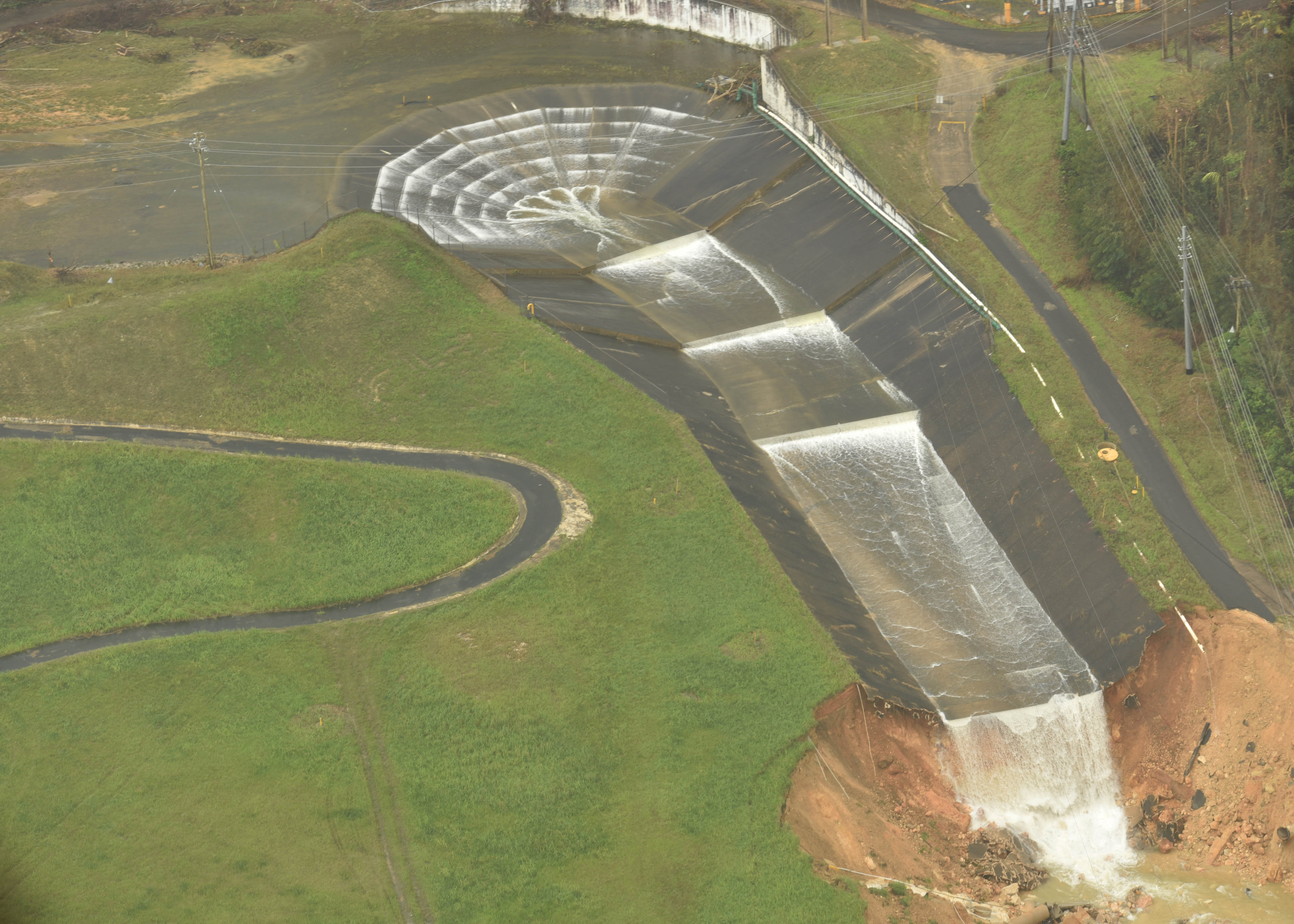
Die beschädigte Überlaufrinne des Damms, aufgenommen am 27. September 2017
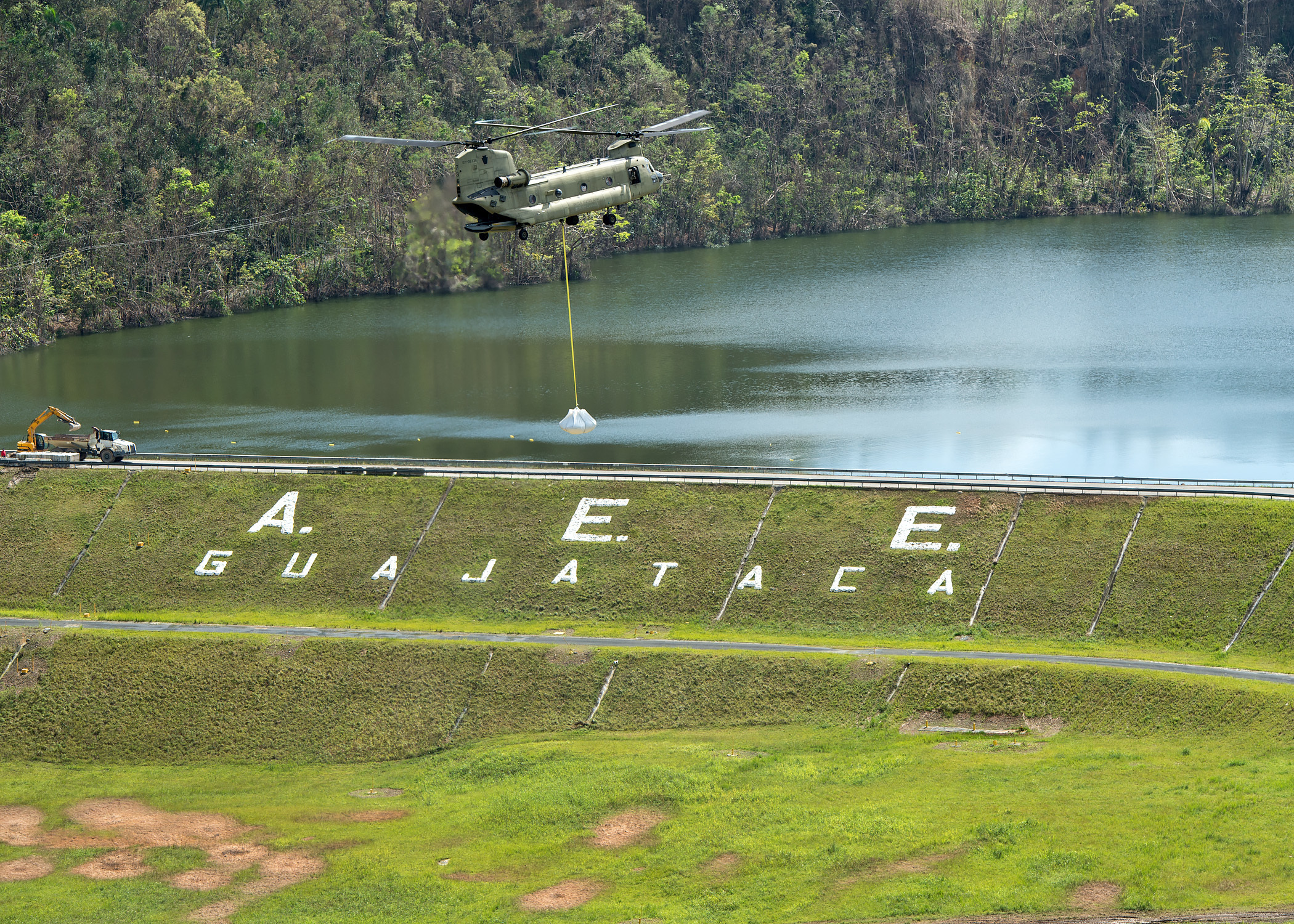
Ein „Chinook“ bringt einen großen Sandsack zur Verstärkung der Überlaufrinne am 9. Oktober 2017
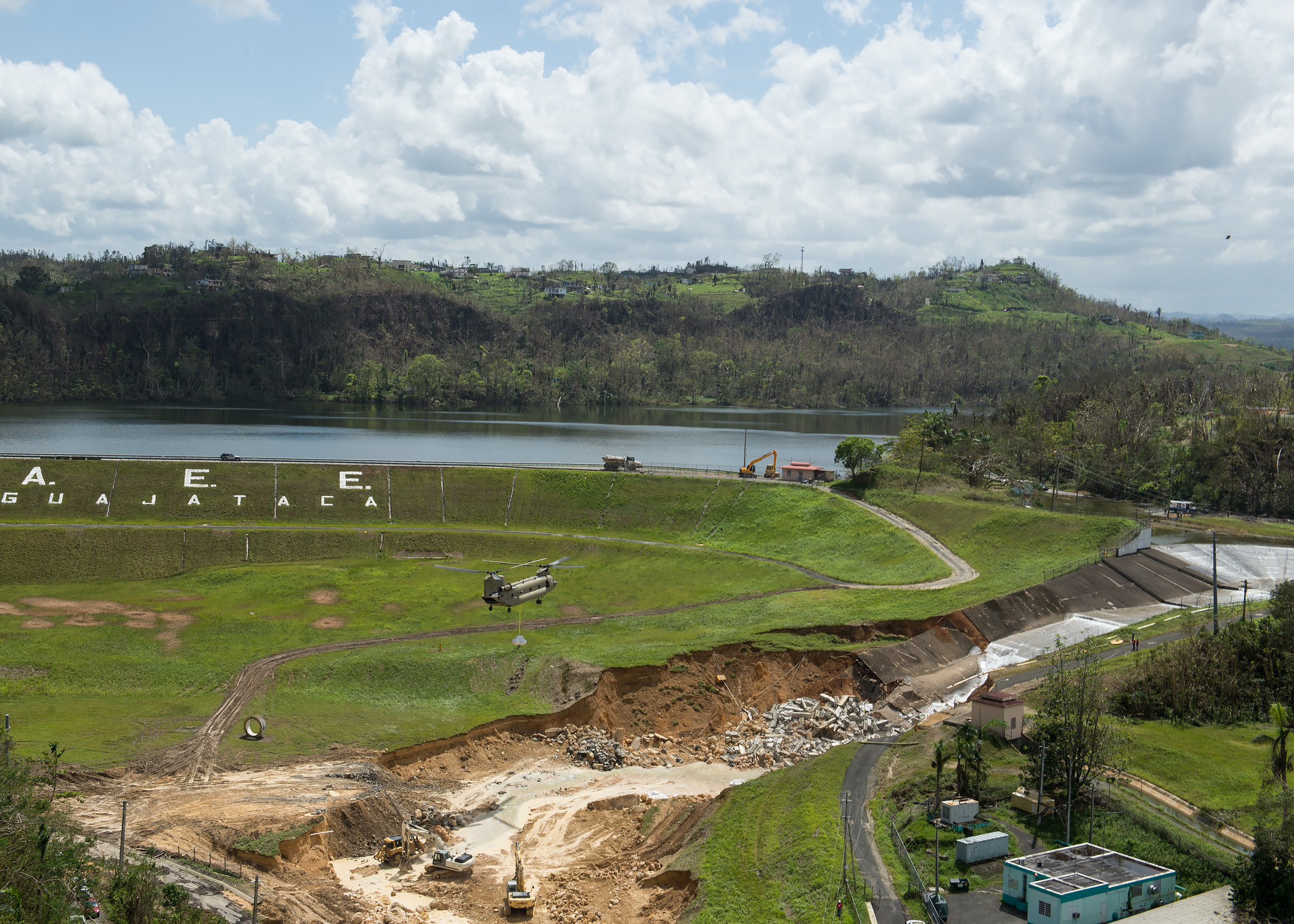
Reparaturarbeiten am Damm durch USACE und Nationalgarde am 9. Oktober 2017
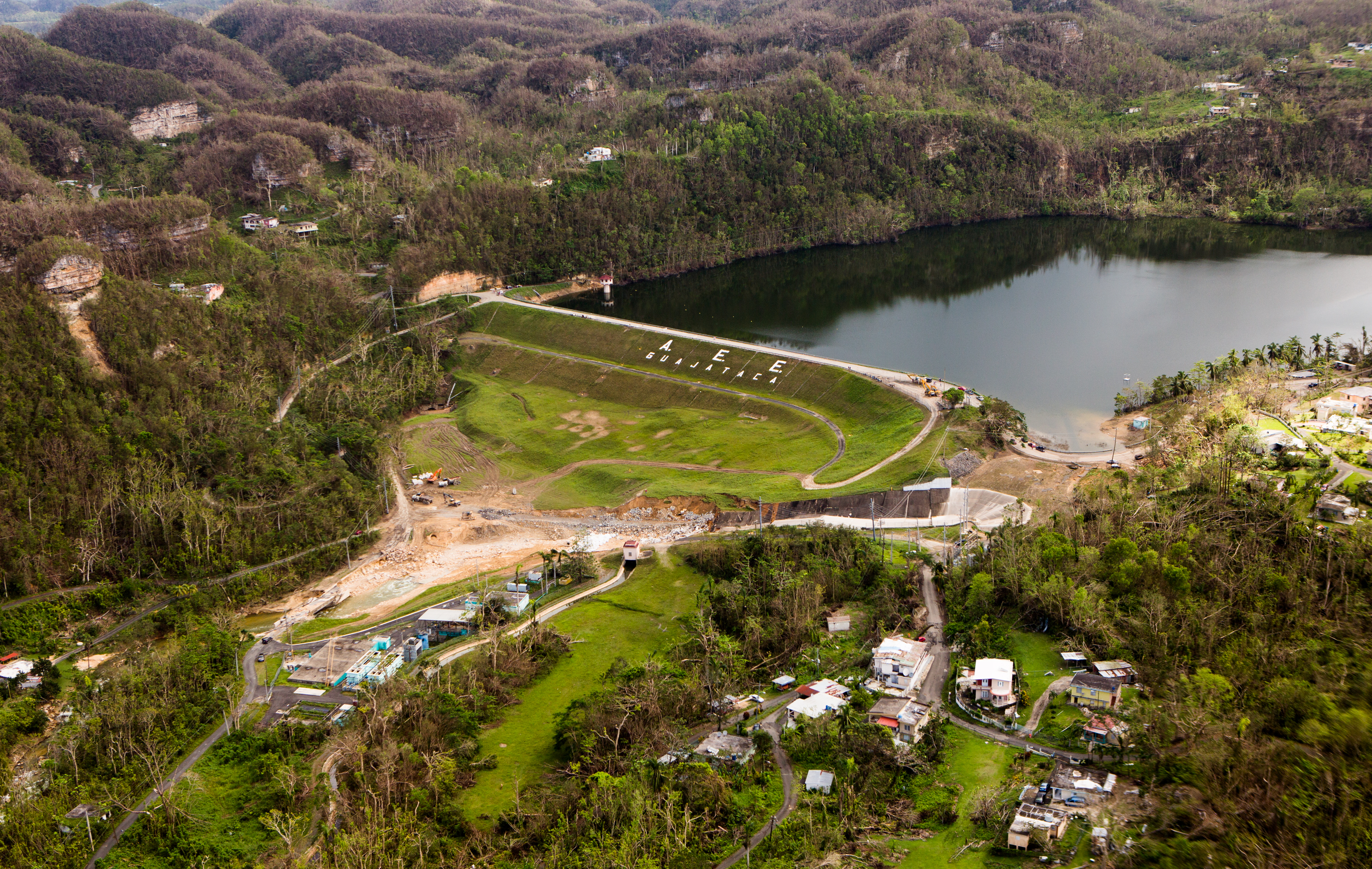
Der Zustand am 15. Oktober 2017. Im Vordergrund ist der Verteilkanal für die Wasseraufbereitungsanlagen zu sehen
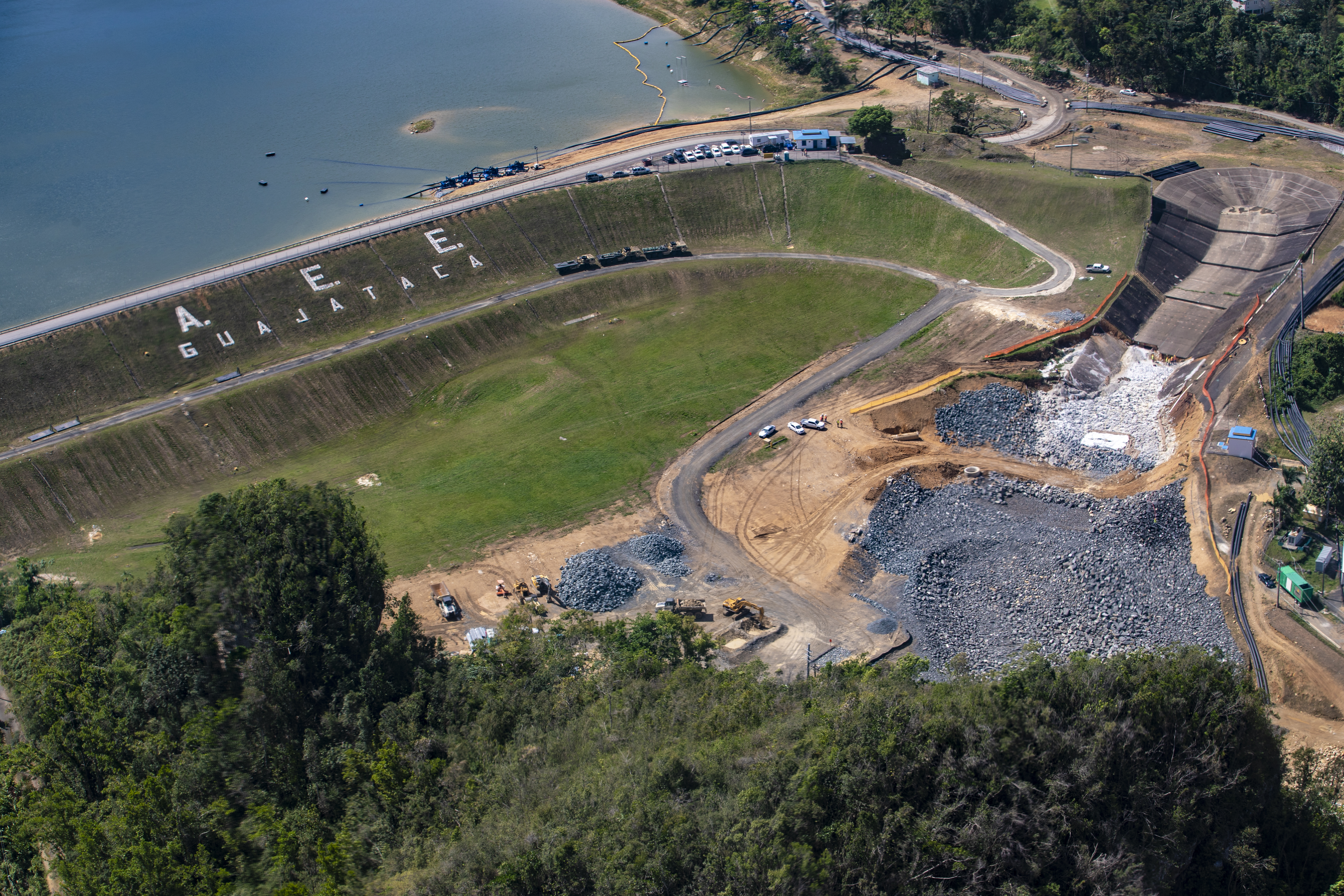
Status im April 2018

Vom USACE wurden zehn Pumpen installiert, um den Wasserspiegel des Sees niedrig halten. Außerdem wird Wasser in den Verteilkanal für die Wasseraufbereitungsanlagen gepumpt, um die Trinkwasserversorgung wiederherzustellen. Direkt am See vom Militär aufgestellte mobile Wasseraufbereitungsanlagen auf Umkehrosmosebasis ermöglichten Einwohnern Trinkwasser in Kanistern abzuholen.
Nachdem die Zufahrtsstraßen zum Damm für größere Fahrzeuge wieder passierbar gemacht worden waren, wurde Geröll aus einem Steinbruch angeliefert, um damit den Damm weiter zu verstärken und zu stabilisieren. Gemeinsam mit dem USACE erstellte die Energiebehörde einen Plan zur dauerhaften Instandsetzung des Staudamms. Im Oktober 2019 wurde das Projekt vom USACE wieder der Energiebehörde der puerto-ricanischen Regierung überantwortet.

## Belege
1. ↑  Edward Rivera: Army Corps continue to make significant progress in hurricane recovery operations in Puerto Rico. United States Army, 31. Oktober 2017, abgerufen am 31. Oktober 2017 (englisch).
2. 1 2 3 4 5 6  John MacPherson: DoD provides unique and critical support to Puerto Rico. United States Army, 1. Dezember 2017, abgerufen am 13. Dezember 2017 (englisch).
3. 1 2 3  Francisco Silva-Tulla, Miguel A. Pando: Geotechnical Extreme Event Site Reconnaissance in Puerto Rico after the Passage of Hurricane Maria. In: International Journal of Geoengineering Case Histories. Band 5, Heft 4, o. J., S. 9 f., Artikel online verfügbar auf geocasehistoriesjournal.org.
4. ↑  NID Detail Report. In: National Inventory of Dams. United States Army Corps of Engineers, 22. September 2017, S. 1 f., abgerufen am 22. September 2017 (englisch).
5. 1 2  Gregory B. Poindexter: Corps releases details on Guajataca Dam spillway mitigation efforts in Puerto Rico. In: hydroworld.com. 5. Oktober 2017, abgerufen am 27. Oktober 2017 (englisch).
6. 1 2  Edward Rivera: USACE teams with PRASA to provide water to 100,000 residents, businesses in NW Puerto Rico. Verteidigungsministerium der Vereinigten Staaten, 3. November 2017, abgerufen am 16. November 2017 (englisch).
7. ↑  Luis R. Soler-López: SEDIMENTATION SURVEY RESULTS OF THE PRINCIPAL WATER-SUPPLY RESERVOIRS OF PUERTO RICO. United States Geological Survey, 2005, abgerufen am 27. Oktober 2017 (englisch).
8. ↑  Aid reaches Puerto Rico after Maria as threat from cracked dam recedes. In: The Guardian. 24. September 2017, abgerufen am 27. Oktober 2017 (englisch).
9. ↑  Catalina Carrasco: Guajataca Dam repairs, a successful interagency team effort. United States Army, 13. Mai 2019, abgerufen am 28. Januar 2020 (englisch).
10. ↑  U.S. Corps of Engineers transfers repaired Guajataca Dam to P.R. gov’t. In: newsismybusiness.com. 23. Oktober 2019, abgerufen am 28. Januar 2020 (englisch).